# ジャンプスケア
ジャンプスケア（jumpscare）は、ホラー映画やコンピュータゲームでよく用いられる、観客を驚かせ恐がらせることを意図して主に大きな恐ろしい音と共に画像（映像）や出来事を突然変化させるテクニック。1980年代以降の映画でよく見られるジャンプスケアは、「ホラー映画の最も基本的な構成要素の1つ」と言われている。ジャンプスケアは、映画の中でサウンドトラックが静かで観客が何か驚くような事が起こると思っていない時または、長時間の緊張の突然の決着として用いることで観客を驚かせることができる。 
一部の批評家はジャンプスケアを視聴者を怖がらせるための怠惰な手法と評しており、この手法に依存しすぎた結果、近年のホラージャンルは衰退し、ジャンプスケアは現代ホラー映画のクリシェとして確立したと考えている。 

## 映画におけるジャンプスケア
1980年代以前はホラー映画のジャンプスケアは比較的まれであったが、ホラーの一ジャンルである「スラッシャー」の人気が高まるにつれて80年代初頭に徐々に普及しつつあった。 
1976年の映画『キャリー』には、最初の現代的なジャンプスケアの1つがある。映画の終わりのそのシーンは、1980年の映画『13日の金曜日』で死んだと思われた悪役が生きていたことを示すラストのジャンプスケアの使用へのインスピレーションとして挙げられている。 
1979年の映画『夕暮れにベルが鳴る』では、ジャンプスケアの形態を用いて主人公と視聴者の両方に敵の位置を突然明らかにする。映画作家のウィリアム・チェンは、これを「映画の主人公を取り囲む防壁の突然の消失」を引き起こし、さらに在宅の視聴者に侵入者がどことなく彼らにも近づいているという感覚を与えていると説明している。 
2009年の映画『スペル』はジャンプスケアが全体に含まれており、監督のサム・ライミは、「できれば観客を飛び上がらせる大きな衝撃」を伴うホラー映画を製作したかったと語っている。

## コンピュータゲームにおけるジャンプスケア
『Rescue on Fractalus!』はジャンプスケアを用いた最初のゲームであるとみられている。この一人称のフライスルーゲームでは、ナビゲーターは他の墜落機のパイロットを見つけて救出するために着陸を試みる。一部のパイロットは変装したエイリアンであり、突然視界に現れうなり声を上げてコックピットのガラスを割ろうとする。 
『バイオハザード』は、ジャンプスケアを用いた最初の現代ゲームとして引用されている。ゲームの舞台となる洋館内部のある廊下に行くとBGMが小さくなっていき、そのままプレイヤーが歩いて通り過ぎようとすると廊下のほぼ中間地点でゾンビ犬が突然窓を割って内部へと侵入し、BGMの音量と激しさがピークに達する。   
ゲーム『Daylight』は「ジャンプスケアの媒介物」であると表現され、批評家は同作がジャンプスケアをうまく使用したことを称賛したが、ゲームはジャンプスケアのみを備えていただけであったため、プレイヤーを怖がらせるための十分なツールではなかったとコメントした。 
2014年のコンピュータゲームシリーズ『Five Nights at Freddy's』は、ゲーム全体でジャンプスケアを用いていることなどから、「ライブ配信に最適」と表現されている。 
フィットネスゲーム『Wii Fit Plus』に収録されているゲーム「座禅」は、プレイヤーは背筋をまっすぐに伸ばして静止して座る必要があり、ろうそくが燃え尽きるまで（180秒未満）集中しなければならない。プレイヤーは時折、気を散らさせようとするための奇妙な音を聞くことになる。スコアはプレイヤーがどれだけ長くろうそくに火を灯し続けられたかで変わる。プレイヤーが動いた場合（ほぼわずかでも）、「カツ!」という大きな叫び声ともに白の大文字「喝」が突然画面上に点滅し、ゲームは終了する。 
『スーパー マリオパーティ』は、ミニゲーム「おこさないでハナちゃん」でジャンプスケアを用いている。このミニゲームでプレイヤーは寝ているハナちゃんを起こすことなく、Joy-Conを左から右へとゆっくりと慎重に動かしてできるだけ多く愛撫する必要がある。ハナちゃんを愛撫するたびにプレイヤーはポイントを獲得するが、ランダムなポイントで突然ハナちゃんが怒りで目を覚ましてしまい、ハナちゃんを起こしたプレイヤーは全ポイントを失ってしまう。 
ゲームの批評家の中にはジャンプスケアに批判的な者もおり、AUTOMATONのSyohei Fujitaは「私たちは人間だというのに、犬猫ですらびっくりするようなこと――たとえば、とつぜん目の前で手を叩くとか――で驚かされるなどというのは、こちらの尊厳を糞にまみれた土足で踏みにじられるような感じがする。」と、ジャンプスケアに対する否定的な見解を述べている。

## 広告において
2004年にドイツのカフェイン入りエナジードリンク「K-Fee（Kaffee）」は、谷間を走る車やビーチにいる2人など穏やかな映像を使った9種類の広告をリリースした。それらの映像には続いて恐ろしい叫び声と共にゾンビやガーゴイルが突然画面に現れ、視聴者を恐がらせる。広告の最後には「So wach warst du noch nie」（こんなに目が覚めたこと無い）というドイツ語のスローガンが表示され、エナジードリンクが消費者に与える効果をシミュレートしている。モンスターやテディベアの着ぐるみを着た男が登場する叫び声無しの「カフェインレス」CMも三種類放送された。これらのCMはドイツの視聴者から多くの苦情が寄せられ、テレビから撤去された。 
Twitterの投稿で確認したところ、K-Feeのゾンビとガーゴイルはブラッド・ジョンソンとアダム・ジョンソンというアメリカ人俳優が演じていたことが明らかになった。 

## インターネットスクリーマー
インターネットスクリーマー（Internet screamer）、または単にスクリーマーは、ユーザーを驚かせるようにデザインされた突然の変化があるインターネット上の動画またはゲームを指す。多くの場合、大きな叫び声と共に恐ろしい顔が画面に登場する。 
インターネットスクリーマーの初期かつ代表的な例として2004年にゲーム開発者のJeremy Winterrowdが制作した『Scary Maze Game』がある。同作は外形的にはコンピュータゲームであり、プレイヤーはマウスを使用して赤い正方形を所定の通路に沿って壁に触れさせずに移動させる。プレーヤーが進むにつれて、通路幅が狭くなっていくためプレイヤーが壁に触れないようにするのが難しくなる。最初はプレイヤーが誤って壁に触れた場合、スタートメニューに戻るため最初からやり直さなければならず、プレイヤーがレベル3に達すると、通路幅が非常に狭くなり、壁に触れないようにすることは困難になる。プレイヤーが迷路のゴール近くの特定のポイントに達すると、壁に触れているかどうかに関係なく『エクソシスト』のリーガン・マクニール（リンダ・ブレア）の写真が大きな叫び声とともに表示される。 
YouTubeは動画広告のスクリーマーを禁止している。2018年8月、『死霊館のシスター』の動画広告でiOS端末の音量調節アイコンが表示され、音量が（動画上で）ミュートまで下げられた直後、叫び声と共にシスター役の人物が画面上に現れる。しかし、この広告はYouTubeの「ショッキングなコンテンツポリシー」に違反しているため間もなく削除された。